# Эбботт, Дэн
Линдер Франклин Эбботт (англ. Leander Franklin Abbott, также известен как Дэн Эбботт (англ. Dan Abbott); 16 марта 1862, Портидж, Огайо — 13 февраля 1930, Оттава-Лейк, Мичиган) — американский бейсболист, питчер. В 1890 году выступал в чемпионате Американской ассоциации в составе клуба «Толидо Момиз».

## Биография
Линдер Эбботт родился 16 марта 1862 года в городке Портидж, расположенном к югу от Толидо в районе штата Огайо, известном как Великое чёрное болото. Он был пятым из семи детей в семье выходца из Новой Англии Энсона Эбботта и его супруги Клариссы, уроженки Нью-Йорка. В Огайо их семья переехала в конце 1850-х годов. В детстве родители называли его Лэн, под этим именем он упоминался в прессе во время своей спортивной карьеры. В некрологах и ряде спортивных энциклопедий его называли Дэном.
В бейсбол он начал играть подростком, совмещая его с работой на семейной ферме. В 1882 или 1883 году Эбботт начал играть за команду «Уэстон Бакайс», одну из лучших в северо-западном Огайо. Весной 1888 года он был приглашён на просмотр в команду из Пеории, но неизвестно, выступал ли он в её составе в играх чемпионата. В 1889 году Эбботт подписал контракт с командой Мичиганской лиги из Сагино. Там он быстро закрепился в статусе одного из лучших питчеров, а к концу сезона одержал тридцать побед при десяти поражениях. Эбботт провёл на поле более 350 иннингов, в десяти матчах (по другим данным, в семи) он не пропустил ни одного очка. Его сильной стороной был контроль подачи, в среднем за игру он допускал только один уок.
Очень успешный сезон принёс ему приглашение в «Толидо Блэк Пайрэтс» из Американской ассоциации, одну из главных лиг той эпохи. Клуб вступил в неё в 1890 году, когда ряд игроков принял решение организовать собственный турнир, протестуя против введения правила о резервировании, фактически привязывавшем бейсболиста к команде на всю его карьеру. В чемпионате Эбботт дебютировал 19 апреля 1890 года, выйдя на замену в выездной игре в Колумбусе. Он не получал много игрового времени, так как команда использовала стартовую ротацию из четырёх питчеров, а Эбботт был пятым. В Американской ассоциации он сыграл только три матча, потерпев два поражения. Его показатель пропускаемости составил 6,23, позднее при анализе исторических данных ему был засчитан один сейв. Оставшуюся часть сезона Эбботт провёл в команде из Джеймстауна, игравшей в Лиге Нью-Йорка и Пенсильвании.
Весной 1891 года Эбботт женился на Белле Маккензи, детей в браке у них не было. Последующие несколько лет он провёл, играя за различные команды младших лиг. После завершения карьеры семья поселилась в Уэстоне, где Эбботт работал кузнецом. Летом 1917 года он перенёс инсульт и стал инвалидом. До 1926 года он жил в доме у тестя, затем ещё четыре года у племянницы в городе Оттава-Лейк в Мичигане. Дэн Эбботт скончался 13 февраля 1930 года в возрасте 67 лет.